# وشنام دوست محمد
وشنام دوست محمد (بالفارسية: وشنام دوست محمد) هي قرية تقع في البلدة المركزية في إيران. يقدر عدد سكانها بـ 56 نسمة بحسب إحصاء 2016.